# Al Hārithah
Al Hārithah (arabiska: الهارثة) är en del av en befolkad plats i Irak.   Den ligger i distriktet Basrah District och provinsen Basra, i den sydöstra delen av landet, 400 km sydost om huvudstaden Bagdad. Al Hārithah ligger 5 meter över havet och antalet invånare är 92 395.
Terrängen runt Al Hārithah är mycket platt. Runt Al Hārithah är det ganska tätbefolkat, med 129 invånare per kvadratkilometer. Närmaste större samhälle är Basra, 8,7 km söder om Al Hārithah. Trakten runt Al Hārithah är ofruktbar med lite eller ingen växtlighet.